# دریاچه سولوک‌لو (بولی)
دریاچه سولوک‌لو (ترکی استانبولی: Sülüklü Göl) یک دریاچه در استان بولی کشور ترکیه است.